# Pouteria egregia
Pouteria egregia là một loài thực vật có hoa trong họ Hồng xiêm. Loài này được Sandwith miêu tả khoa học đầu tiên năm 1931.